# كريغ فرازير
كريغ فرازير (بالإنجليزية: Greig Fraser)‏ هو مصور سينمائي أسترالي، ولد في 3 أكتوبر 1975 في ملبورن في أستراليا.

## وصلات خارجية
- الموقع الرسمي
- كريغ فرازير على موقع IMDb (الإنجليزية)
- كريغ فرازير على موقع روتن توميتوز (الإنجليزية)
- كريغ فرازير على موقع ألو سيني (الفرنسية)
- كريغ فرازير على موقع أول موفي (الإنجليزية)
- كريغ فرازير على موقع بوكس أوفيس موجو (الإنجليزية)
- كريغ فرازير على موقع قاعدة بيانات الأفلام السويدية (السويدية)
- كريغ فرازير على موقع قاعدة بيانات الفيلم (الإنجليزية)
- كريغ فرازير على موقع كينوبويسك (الروسية)